# Joyce Meyer
Pauline Hutchison Joyce Meyer, conocida como Joyce Meyer (San Luis, Misuri, 4 de junio de 1943), es una autora y conferencista cristiano-evangélica de la teología estadounidense. Sus programas de radio y de televisión, se transmiten en 25 idiomas, en 200 países. Ha escrito más de 70 libros acerca de la vida cristiana,

## Familia
Joyce y su esposo Dave están casados desde el 7 de enero de 1967, tienen cuatro hijos adultos y viven cerca de San Luis, Misuri, cerca de la sede central de su ministerio.

## Inicios
Joyce Meyer nació en 1943 en el barrio de O'Fallon al norte de San Luis (Misuri) y aún conserva el acento de la clase trabajadora de esa ciudad. Poco después de su nacimiento, el padre de Meyer se enlistó en el ejército para combatir en la Segunda Guerra Mundial. Meyer ha declarado en entrevistas que su padre comenzó a abusar de ella después de regresar de la guerra, experiencia de la que suele hablar en sus reuniones.
Luego de graduarse de la O'Fallon Technical High School en San Luis, se casó con un vendedor de automóviles. El matrimonio duró cinco años. Meyer sostiene que su esposo la engañaba frecuentemente, y que la convenció de robar cheques de la nómina de su trabajo y de usar el dinero para irse de vacaciones a California. Sin embargo afirma haber devuelto el dinero años después.
Después de su divorcio Joyce solía frecuentar los bares locales hasta que conoció a su actual esposo Dave Meyer, un ingeniero proyectista, con quién celebró 50 años de matrimonio el 2017.
Meyer afirma haber escuchado a Dios llamarla por su nombre una mañana en 1976, mientras oraba intensamente camino a su trabajo. Aunque era cristiana desde los nueve años fue su infelicidad la que la hizo profundizar su fe.
No tenía ningún conocimiento. No había ido a la iglesia. Tenía muchos problemas, y necesitaba que alguien me ayudara a seguir adelante. Algunas veces pensé incluso en las personas que deseaban servir a Dios, si tenían tantos problemas que no pensaban correctamente, no actuaban correctamente y no se comportaban correctamente y que también necesitaban a alguien que los tomara de la mano y los llevara de vuelta a sus primeros años.

## Comienzos en el ministerio
Meyer comenzó a liderar un estudio matutino de la Biblia en la cafetería local y se convirtió en miembro activo del "Life Christian Center", una iglesia evangélica carismática fundada en 1980. Meyers se convirtió en uno de los pastores asociados de la iglesia e inició su ministerio de predicación presentando y enseñando en el estudio bíblico semanal para mujeres "Vida en la Palabra". El primer ministerio de Meyer en los medios fue un programa diario de 15 minutos sí que seguía al programa de la iglesia en la estación de radio de San Luis.
En 1985, Meyer renunció como pastora asociada y fundó su propio ministerio llamado inicialmente "Vida en la Palabra" y comenzó a emitir su programa de radio en otras seis estaciones de Chicago a Kansas City.
En 1993, su esposo Dave, le sugirió iniciar un ministerio en televisión. Su programa "Enjoying Everyday Life" (Disfrutando la vida cada día) emitido inicialmente en los canales WGN-TV de Chicago y BET, alcanza actualmente una amplia teleaudiencia alrededor del mundo.
A fines del 2000, Meyer abrió el "Saint-Louis Dream Center", un centro de servicio social y ministerio evangélico en el sector de O'Fallon Park en St. Louis.
En el 2004 la estación cristiana de televisión KNLC de San Luis, operada por el Rev. Larry Rice del New Life Evangelistic Center, canceló la emisión del programa de Meyer. Rice, quien por mucho tiempo fue defensor de Meyer, afirmó que su "estilo de vida excesivo" y sus enseñanzas que a menudo "van más allá de las Escrituras" lo convencieron de cancelar la emisión del programa.
En 2005 Joyce Meyer figuró en el número 17 del ranking de los "25 Evangélicos más influyentes de Estados Unidos" de la revista Time

## Enseñanza
Algunos afirman que es una defensora del Evangelio de la prosperidad, aunque ella no acepta que sus enseñanzas entren en esa definición. Meyer habla frecuentemente sobre superar los obstáculos de la vida y encontrar la fortaleza para lidiar con circunstancias difíciles. Comparte sus puntos de vista sobre como afrontar las situaciones de la vida diaria, ilustrando a menudo sus ideas con experiencias personales. Meyer habla francamente y con sentido del humor, compartiendo con la audiencia sus propias debilidades, y sus comentarios juguetones respecto al comportamiento de la iglesia tradicional.
Los críticos cuestionan la legitimidad de la educación teológica de Meyer. De acuerdo a los Ministerios Joyce Meyer, Meyer obtuvo su doctorado en la "Life Christian University" en Tampa, Florida., una institución que no está acreditada por una agencia gubernamental reconocida por el Departamento de Educación de Estados Unidos. Sin embargo Meyer tiene un Doctorado Honorario en Divinidad de una institución acreditada, la Oral Roberts University en Tulsa, Oklahoma.

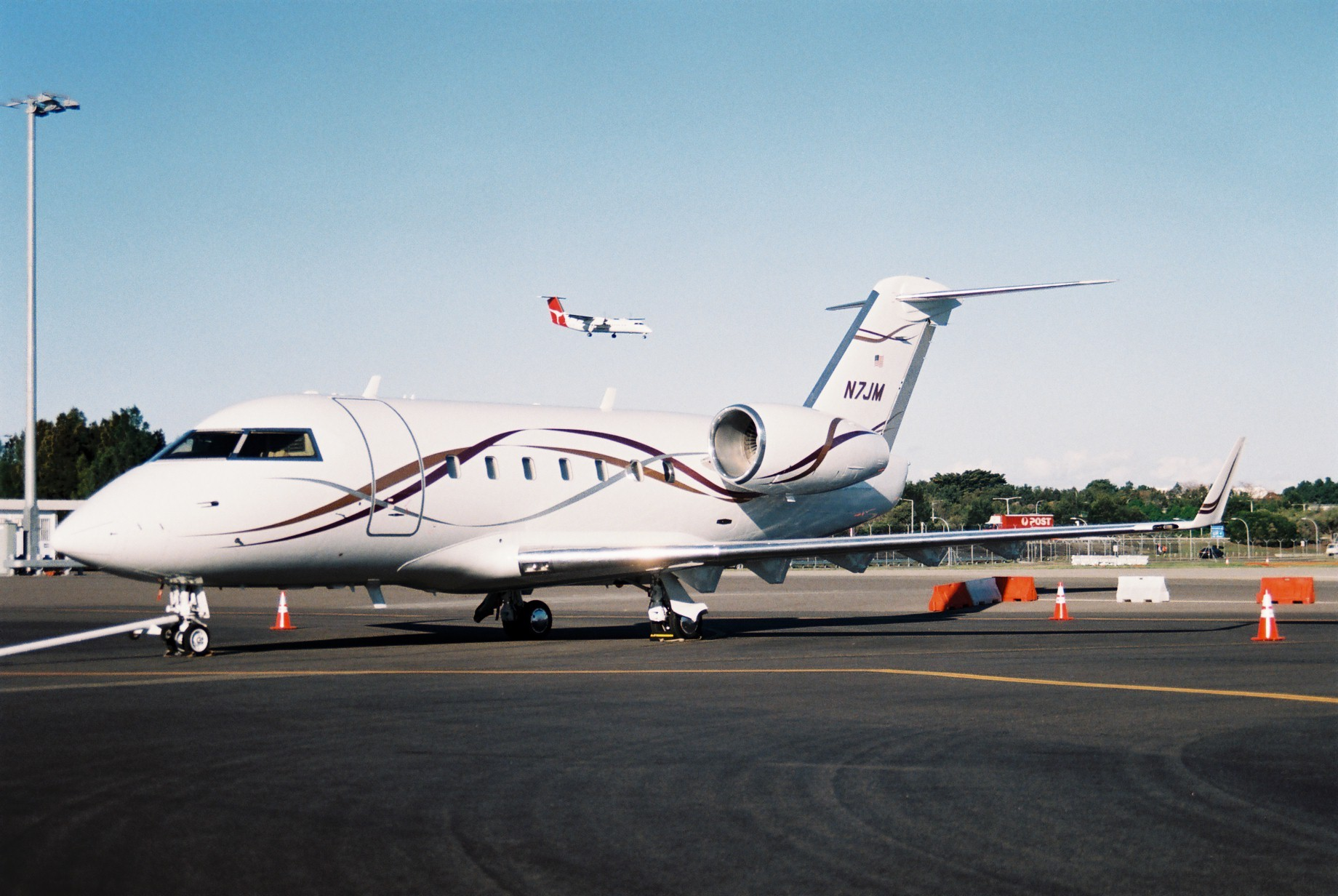
Jet Gulfstream IV de Meyer, en un viaje a Australia.

Meyer, quien es dueña de varias propiedades de lujo y viaja en un jet privado (actualmente un Gulfstream IV), ha sido criticada por algunos de sus pares por su estilo de vida excesivo. Ella afirma no tener necesidad de defender su estilo de vida porque "no hay necesidad de que nos disculpemos por haber sido bendecidos." Meyer también alude a un doble estándar de los críticos señalando que "si usted es un hombre de negocios de San Luis la gente piensa que mientras más tiene mucho mejor... pero si usted es un predicador, repentinamente todo se convierte en un problema."
En enero del 2004, Meyer anunció planes para una reducir su salario y hacer uso personal de una parte de los ingresos derivados de las ventas de sus libros. Hasta entonces Meyer recibía un salario de la organización y donaba la totalidad de las regalías de sus libros a los Ministerios Joyce Meyer. Actualmente Meyer retiene el total de las regalías sobre los libros vendidos a través de empresas externas al ministerio como Wal-Mart, amazon.com y librerías cristianas, pero continúa donando las regalías de los libros vendidos a través de sus conferencias, catálogos, sitio web y programas de televisión.
En respuesta a las críticas financieras, los Ministerios Joyce Meyer afirman tener un compromiso para mantener la transparencia de sus asuntos financieros,
publicar sus reportes anuales, tener una mayoría en el directorio constituida por personas no emparentadas con Meyer and submit to a voluntary annual audit. Actualmente este ministerio ha sido clasificado con una "C" (81-90) en transparencia financiera por parte de Ministry Watch.
En mayo del 2001, los Ministerios Joyce Meyer contrataron a un exconvicto por abuso de menores llamado Richard Leroy Jones para trabajar como Pastor en su ministerio de jóvenes "Dream Center". El ministerio ha informado que estaba al tanto de los antecedentes criminales de Jones al momento de su contratación, pero creyeron que no era un peligro para los niños debido a que no le estaba permitido quedarse con ellos a solas. Jones dejó el ministerio el 2003, poco después de que su historia criminal fuera publicada en los medios locales.

### Post-Dispatch se retracta
El 2005, los Ministerios Joyce Meyer se quejaron de los errores incluidos en dos artículos acerca del ministerio publicados el 1 de mayo y el 18 de abril en el St. Louis Post Dispatch. Los editores revisaron la transcripción de una conferencia de prensa del ministerio, los registros citados en los artículos y las notas de la autora. Afirmaron haber descubierto numerosos errores y emitieron una disculpa de 577 palabras en la edición del 19 de junio. La publicación también reprendió a la autora de los artículos, Carolyn Tuft, suspendiéndola por cinco días sin derecho a sueldo. Posteriormente un árbitro revirtió la suspensión, pero declaró que los errores cometidos por Tuft eran lo suficientemente serios como para merecer una reprimenda por escrito.
Los hechos principales de estos reportes no han sido discutidos y de hecho se convirtieron en la base de una investigación iniciada por el Senado de Estados Unidos en contra de Meyer y otros predicadores del "Evangelio de la prosperidad".

### Investigación del Senado
El 6 de noviembre del 2007, el senador por Iowa Chuck Grassley anunció una investigación al ministerio de Meyer por parte del Comité de Finanzas del Senado de Estados Unidos Grassley solicitó al ministerio la divulgación de información financiera con la finalidad de determinar si Meyer había lucrado personalmente de las donaciones financieras, citando algunos gastos desproporcionados como un estante de $23.000, una mesa de conferencias de $30.000. El Senado solicitó al ministerio de Meyer que entregara toda la información disponible el 6 de diciembre del 2007. La investigación también apuntó a otros cinco televangelistas: Benny Hinn, Kenneth Copeland, Eddie L. Long, Paula White, y Creflo Dollar.
Más tarde el sitio Web del ministerio explicó que el estante de $23.000 era en realidad una cómoda comprada por $230 en un paquete que incluía otros 68 muebles que fueron adquiridos para sus oficinas.
El 9 de noviembre del 2007 el Ministerio Joyce Meyer respondió con un boletín enviado a los suscriptores de su lista de correo. La organización se remitió a sus reportes financieros anuales afirmando que el 2006 el ministerio gastó el 82% de sus gastos totales en "alcanzar y programar servicios para llegar a la gente con el Evangelio de Jesucristo, lo que fue certificado por la firma de contabilidad independiente Stanfield & O'Dell, LLP." El mensaje también citó una carta del 10 de octubre de 2007 del Internal Revenue Service que afirmó "Hemos determinado que vuestro Ministerio Joyce Meyer califica como una organización exenta de Impuestos Federales a los Ingresos bajo IRC sección 501(c)(3)." Esta información posteriormente fue publicada en el sitio Web del ministerio.

### ECFA acreditación
En 2009, los Ministerios Joyce Meyer recibió la acreditación del Consejo Evangélico para la Responsabilidad Financiera (ECFA). En un anuncio el 12 de marzo de 2009, el ECFA dijo que Joyce Meyer Ministries y la Universidad Oral Roberts habían cumplido con sus requisitos de "administración responsable", que consiste en la rendición de cuentas financiera de los ministerios, la transparencia, la gobernanza y las prácticas de recaudación de fondos de caridad.

## Libros

### En inglés
- I Dare You:Embrace Life With Passion (2007), ISBN 0-446-53197-9
- Look Great Feel Great: Joyce shares twelve practical keys that will help you look and feel great (2006), ISBN 0-446-57946-7
- Approval Addiction: Overcoming Your Need to Please Everyone (2005), ISBN 0-446-57772-3
- Straight Talk: Overcoming Emotional Battles with the Power of God's Word (2005), ISBN 0-446-57800-2
- In Pursuit of Peace: 21 Ways to Conquer Anxiety, Fear, and Discontentment (2004), ISBN 0-446-53195-2
- The Secret Power of Speaking God's Word (2004), ISBN 0-446-57736-7
- How to Hear from God: Learn to Know His Voice and Make Right Decisions (2003), ISBN 0-446-53256-8
- Me and My Big Mouth: Your Answer is Right Under Your Nose (2002), ISBN 0-446-69107-0
- Battlefield of the Mind: Winning the Battle in Your Mind (1993), ISBN 0-446-69109-7

### En español
- Los secretos del poder espiritual (2015), ISBN 978-1-62998-311-0

- Esta boca mía

- Belleza en Lugar de cenizas

- Madre Segura de sí Misma: Como Guiar A Su Familia Con la Fortaleza y la Sabiduría de Dios

- Momentos de quietud

- Sanidad para el alma de una mujer

- Adicción a la aprobación - Joyce Meyer

- Mi tiempo con Dios - Joyce Meyer

- Cómo envejecer sin avejentarse - Joyce Meyer

- Belleza en lugar de cenizas - Joyce Meyer

- Devocionario: Mujer segura de sí misma - Joyce Meyer

- El campo de batalla de la mente - Joyce Meyer

Ver más:(https://coffeenjesus.com/en/search?q=Joyce+meyer)